# Melaleuca squamophloia
Melaleuca squamophloia là một loài thực vật có hoa trong Họ Đào kim nương. Loài này được (Byrnes) Craven mô tả khoa học đầu tiên năm 1997.